# بنسطمون خيطاني
بنسطمون خيطاني (الاسم العلمي: Penstemon filiformis) هو نوع من النباتات يتبع جنس البنسطمون من الفصيلة الحملية.